# 割線法
割線法（かっせんほう）またはセカント法（英: secant method）とは、求根アルゴリズムの一種である。（割線とは曲線上の2点以上と交わる直線のこと。）

## 割線法

割線法による反復の様子。割線の切片が次の値と対応する。

非線形方程式 f (x) = 0 の解 x∗ を1つ求めるとき、（必要なら二分法などを用いて）十分に近い初期値 x0, x1 を選び、次の反復計算をすることで x∗ の近似値を求める。
{\displaystyle x_{k+1}=x_{k}-f(x_{k}){\frac {x_{k}-x_{k-1}}{f(x_{k})-f(x_{k-1})}}}
関数 f が2回連続微分可能で f ′(x∗) ≠ 0 かつ f ″(x∗) ≠ 0 ならば数列 xk は x∗ に収束し、その収束次数は ϕ = (1 + √5)/2 ≈ 1.6 である。

## ニュートン法との関係
割線法はニュートン法の反復計算
{\displaystyle x_{k+1}=x_{k}-{\frac {f(x_{k})}{f'(x_{k})}}}
に現れる微分係数 f ′(xk) を計算せずに
{\displaystyle f'(x_{k})\simeq {\frac {f(x_{k})-f(x_{k-1})}{x_{k}-x_{k-1}}}}

ニュートン法による反復の様子。接線の切片が次の値と対応する。

によって差分商で近似した（幾何学的には接線を割線で代替した）方法に相当する。
単純に差分近似しただけのニュートン法と比較すると　割線法は収束までの反復数は増えるが、1反復あたりの関数評価回数は少ない。したがって総演算量に対し関数評価コストの占める割合が大きい場合には、収束までの計算時間が短縮できることもある。

### 動画
- 非線型方程式の解法―割線法の前提と考え方 - YouTube
- 非線型方程式の解法―割線法のアルゴリズムと特徴 - YouTube